# 이반 렌들
이반 렌들(Ivan Lendl, 1960년 3월 7일~)은 전 세계 랭킹 1위였던 체코 출신 프로 테니스 선수이다.
그는 1980년대 테니스계에서 성적이 가장 뛰어났던 선수 중 한 명이며, 1990년대 초반까지 상위 랭커로 활약했다. 테니스 매거진 1966년 이후 가장 위대한 선수 10명 중 한 명으로서 "the game's greatest overachiever"라고 지칭하면서 테니스 역사에 그가 끼친 영향을 강조했다. 버드 콜린스는 그의 저서 현대 테니스 백과사전에서 렌들을 1946년에서 1992년 사이의 가장 위대한 남자 선수 21명 중 한 명으로 꼽았다.
렌들은 그랜드 슬램 단식 결승에 19번 진출해서 8개의 타이틀을 획득했다. 그는 11년 연속으로 매년 적어도 1개의 그랜드 슬램 결승에 진출한 기록을 갖고 있으며, 이것은 피트 샘프라스의 것과 함께 가장 긴 기록으로 남아있다.
렌들은 1983년 2월 28일 처음으로 세계 랭킹 1위에 올랐다. 이후 1985년 US 오픈 결승에서 라이벌 존 매켄로를 꺾으면서 세계 1위로서의 위치를 확고히 했다. 이후 렌들은 1988년 9월에서 1989년 1월까지 매츠 빌랜더에게 잠시 1위를 내준 것을 제외하고는 1990년 8월까지 5년간 세계 1위를 지켰다. 그는 4년간 세계 1위에 랭크되었으며(1985-87, 89년), 총 270주간 세계 1위를 지켜 지미 코너스의 최장 기간 세계 1위 기록을 깼다. 이후 이 기록은 다시 피트 샘프라스에 의해 깨졌다.
렌들은 베이스라인에서 강한 탑스핀의 파워 넘치는 스크로크로 상대를 공격하는 플레이를 구사하여 현대 테니스가 파워 테니스의 시대로 접어드는 데에 선구자와 같은 역할을 했다. 그는 스스로의 플레이 스타일을 끈질긴 올코트 타입의 맹렬한 스타일이라고 표현한바 있다.

## 생애
렌들은 체코슬로바키아(현재의 체코 공화국) 오스트라바의 테니스 선수 집안에서 태어났다. 그의 부모는 모두 체코슬로바키아의 톱랭커 테니스 선수들로, 어머니 올가(Olga)는 한때 체코슬로바키아 여자 랭킹 2위였다. 1978년 프로에 데뷔한 렌들은 1981년 미국으로 거주지를 옮겨 그의 멘토이자 친구인 워즈텍 피벅의 집에서 살다가, 1984년 코네티컷주 그린위치에 그의 개인 주택을 구입하여 정착했다. 1987년 미국 영주권을 발급받은 그는 가능한한 빠른 시일 내에 시민권을 부여받아 1988년 올림픽과 데이비스 컵에 출전하기를 원했다. 그러나 시민권을 부여받는데 필요했던 기존 5년 간의 대기 기간에 대해 예외를 요청한 그의 신청안이 국적 포기와 관련한 체코슬로바키아 관계당국의 비협조로 결국 1988년 미국 의회에서 통과되지 못했다. 이로 인해 그는 약 4년 후인 1992년 7월 7일에야 미국 시민권을 부여받았다..

### 상위 랭커 상대 전적
| 승 | 패 | 승률 | 상대선수        | 비고   |
| -- | -- | ---- | --------------- | ------ |
| 6  | 2  | 75   | 안드레 애거시   | [ 5 ]  |
| 11 | 10 | 52   | 보리스 베커     | [ 6 ]  |
| 2  | 5  | 28   | 비외른 보리     | [ 7 ]  |
| 5  | 3  | 62   | 팻 캐시         | [ 8 ]  |
| 5  | 2  | 71   | 마이클 창       | [ 9 ]  |
| 22 | 13 | 63   | 지미 코너스     | [ 10 ] |
| 4  | 0  | 100  | 짐 쿠리어       | [ 11 ] |
| 13 | 14 | 48   | 스테판 에드베리 | [ 12 ] |
| 21 | 15 | 58   | 존 매켄로       | [ 13 ] |
| 3  | 5  | 38   | 피트 샘프라스   | [ 14 ] |
| 15 | 7  | 68   | 매츠 빌랜더     | [ 15 ] |

## 그랜드 슬램 단식 결승 (19)

### 우승 (8)
| 연도 | 대회            | 결승 상대         | 결승 스코어             |
| 1984 | 프랑스 오픈     | 존 매켄로         | 3-6, 2-6, 6-4, 7-5, 7-5 |
| 1985 | US 오픈         | 존 매켄로         | 7-6, 6-3, 6-4           |
| 1986 | 프랑스 오픈 (2) | 미카엘 페른포르스 | 6-3, 6-2, 6-4           |
| 1986 | US 오픈 (2)     | 밀로슬라브 메시르 | 6-4, 6-2, 6-0           |
| 1987 | 프랑스 오픈 (3) | 매츠 빌랜더       | 7-5, 6-2, 3-6, 7-6      |
| 1987 | US 오픈 (3)     | 매츠 빌랜더       | 6-7, 6-0, 7-6, 6-4      |
| 1989 | 호주 오픈       | 밀로슬라브 메시르 | 6-2, 6-2, 6-2           |
| 1990 | 호주 오픈 (2)   | 스테판 에드베리   | 4-6, 7-6, 5-2 기권      |

### 준우승 (11)
| 연도 | 대회            | 결승 상대   | 결승 스코어             |
| 1981 | 프랑스 오픈     | 비욘 보그   | 6-1, 4-6, 6-2, 3-6, 6-2 |
| 1982 | US 오픈         | 지미 코너스 | 6-3, 6-2, 4-6, 6-4      |
| 1983 | US 오픈 (2)     | 지미 코너스 | 6-3, 6-7, 7-5, 6-0      |
| 1983 | 호주 오픈       | 매츠 빌랜더 | 6-1, 6-4, 6-4           |
| 1984 | US Open (3)     | 존 매켄로   | 6-3, 6-4, 6-1           |
| 1985 | 프랑스 오픈 (2) | 매츠 빌랜더 | 3-6, 6-4, 6-2, 6-2      |
| 1986 | 윔블던          | 보리스 베커 | 6-4, 6-3, 7-5           |
| 1987 | 윔블던 (2)      | 팻 캐시     | 7-6, 6-2, 7-5           |
| 1988 | US 오픈 (4)     | 매츠 빌랜더 | 6-4, 4-6, 6-3, 5-7, 6-4 |
| 1989 | US 오픈 (5)     | 보리스 베커 | 7-6, 1-6, 6-3, 7-6      |
| 1991 | 호주 오픈 (2)   | 보리스 베커 | 1-6, 6-4, 6-4, 6-4      |

## 연도별 단식 성적
| 대회명           | 1978  | 1979  | 1980  | 1981  | 1982  | 1983  | 1984  | 1985  | 1986  | 1987  | 1988  | 1989  | 1990  | 1991  | 1992  | 1993  | 1994  | 통산 W률 | 통산 전적 |
| ---------------- | ----- | ----- | ----- | ----- | ----- | ----- | ----- | ----- | ----- | ----- | ----- | ----- | ----- | ----- | ----- | ----- | ----- | -------- | --------- |
| 그랜드 슬램      |       |       |       |       |       |       |       |       |       |       |       |       |       |       |       |       |       |          |           |
| 호주 오픈        | A     | A     | 2R    | A     | A     | F     | SF    | SF    | NH    | SF    | SF    | W     | W     | F     | QF    | 1R    | SF    | 2 / 12   | 48-10     |
| 프랑스 오픈      | 1R    | SF    | 3R    | F     | SF    | QF    | W     | F     | W     | W     | QF    | SF    | A     | A     | 2R    | 1R    | 1R    | 3 / 15   | 53-12     |
| 윔블던           | A     | 1R    | 3R    | 1R    | A     | SF    | SF    | SF    | F     | F     | SF    | SF    | SF    | 3R    | SF    | 2R    | A     | 0 / 14   | 48-14     |
| US 오픈          | A     | 2R    | QF    | SF    | F     | F     | F     | W     | W     | W     | F     | F     | QF    | SF    | QF    | 1R    | 2R    | 3 / 16   | 73-13     |
| 그랜드 슬램 W률  | 0 / 1 | 0 / 3 | 0 / 4 | 0 / 3 | 0 / 2 | 0 / 4 | 1 / 4 | 1 / 4 | 2 / 3 | 2 / 4 | 0 / 4 | 1 / 4 | 1 / 3 | 0 / 3 | 0 / 4 | 0 / 4 | 0 / 3 | 8 / 57   | N/A       |
| 그랜드 슬램 전적 | 0-1   | 4-3   | 9-4   | 9-3   | 9-2   | 20-4  | 20-3  | 20-3  | 20-1  | 24-2  | 20-4  | 21-3  | 16-2  | 13-3  | 12-4  | 1-4   | 4-3   | N/A      | 222-49    |
| 연말 챔피언십    |       |       |       |       |       |       |       |       |       |       |       |       |       |       |       |       |       |          |           |
| 마스터스 컵      | A     | A     | F     | W     | W     | F     | F     | W     | W     | W     | F     | SF    | SF    | SF    | A     | A     | A     | 5 / 12   | 40-10     |

- W = 우승
- F = 준우승
- SF = 4강
- QF = 8강
  1. R = #회전
- NH = 대회 미개최(Not Held)
- A = 대회 불참(Absent)
- 우승률 = 우승 회수 / 대회 참가 회수 x 100

## ATP 대회 통계
| 항목            | 1978 | 1979  | 1980   | 1981  | 1982  | 1983  | 1984  | 1985 | 1986 | 1987 | 1988 | 1989 | 1990  | 1991  | 1992  | 1993  | 1994  | 총계     |
| --------------- | ---- | ----- | ------ | ----- | ----- | ----- | ----- | ---- | ---- | ---- | ---- | ---- | ----- | ----- | ----- | ----- | ----- | -------- |
| 출전한 ATP 대회 | 7    | 17    | 33     | 21    | 23    | 23    | 16    | 17   | 15   | 16   | 10   | 17   | 16    | 21    | 24    | 25    | 18    | 319      |
| 타이틀          | 0    | 0     | 7      | 10    | 15    | 7     | 3     | 11   | 9    | 8    | 3    | 10   | 5     | 3     | 1     | 2     | 0     | 94       |
| 준우승          | 0    | 1     | 3      | 5     | 5     | 6     | 8     | 3    | 3    | 4    | 2    | 2    | 1     | 3     | 3     | 2     | 1     | 52       |
| 4강             | 2    | 3     | 8      | 2     | 0     | 3     | 1     | 1    | 2    | 2    | 2    | 4    | 4     | 6     | 2     | 0     | 1     | 43       |
| 8강             | 0    | 4     | 5      | 1     | 2     | 2     | 1     | 0    | 0    | 0    | 1    | 0    | 3     | 0     | 8     | 5     | 4     | 36       |
| 16강            | 1    | 5     | 3      | 2     | 1     | 1     | 1     | 2    | 1    | 2    | 1    | 1    | 2     | 5     | 7     | 4     | 7     | 46       |
| 32강            | 2    | 2     | 7      | 0     | 0     | 4     | 1     | 0    | 0    | 0    | 1    | 0    | 1     | 4     | 2     | 6     | 1     | 31       |
| 64강            | 1    | 1     | 0      | 0     | 0     | 0     | 1     | 0    | 0    | 0    | 0    | 0    | 0     | 0     | 1     | 3     | 3     | 10       |
| 128강           | 1    | 1     | 0      | 1     | 0     | 0     | 0     | 0    | 0    | 0    | 0    | 0    | 0     | 0     | 0     | 3     | 1     | 7        |
| 전적            | 9-9  | 41-21 | 109-28 | 96-14 | 106-9 | 75-16 | 62-16 | 84-7 | 74-6 | 75-8 | 41-8 | 79-7 | 54-12 | 55-18 | 50-24 | 33-23 | 28-18 | 1070-243 |
| 승률            | 50%  | 66%   | 80%    | 87%   | 92%   | 82%   | 79%   | 92%  | 93%  | 90%  | 84%  | 92%  | 82%   | 75%   | 68%   | 59%   | 61%   | 82%      |
| 연말 ATP 랭킹   | 74.  | 20.   | 6.     | 2.    | 3.    | 2.    | 3.    | 1.   | 1.   | 1.   | 2.   | 1.   | 3.    | 5.    | 8.    | 19.   | 54.   | N/A      |

| ATP 전적 = | 볼보 그랑프리와 ATP 랭킹 시스템에 들어가지 않았던 1982-1984년 WCT 대회를 포함한 것. 단체전도 포함 (데이비스 컵, 월드 팀 컵) |

## 통산 ATP 단식 결승 기록 (146)

### 우승 (94)
| 대회 분류 | 우승 회수 |
| 그랜드 슬램 | 8         |
| 연말 챔피언십: Masters Grand Prix (1978-1989), ATP Tour Championships (1990-1995), ATP World Championships (1996-1999), Tennis Masters Cup (2000-2008), ATP World Tour Finals (since 2009) | 5         |
| 최상위급 대회 (introduced in 1996): Super Nine (1996-1999), Tennis/ATP Masters Series (2000-now)                                                                                           | 0         |
| 상위급 대회: Super Series (1978-1989), WCT (1978-1989), Championship Series (1990-1999), International Series 1/Gold (2000-now)                                                            | 67        |
| 하위급 대회: Regular Series (1978-1989), World Series (1990-1999), International Series 2 (2000-now)                                                                                       | 14        |

| 코트 종류별 타이틀 |
| 클레이 - 야외 (28) |
| 잔디 - 야외 (2)    |
| 하드 - 야외 (22)   |
| 하드 - 인도어 (9)  |
| 카펫 - 인도어 (33) |

참고: 1982-1984년에 그랑프리와 별개로 개최되었던 월드 챔피언십 테니스(WCT) 대회는 ATP 랭킹 시스템에 포함되지 않았다. 또한 이 3년의 기간 외에도 몇몇 WCT 대회는 ATP에 의해 인정되지 않았으나 통계 목적으로 개인 기록에 포함하였다.
| No. | 연도 | 대회명                             | 코트     | 상금       | 결승 상대            | 스코어                   |
| 1.  | 1980 | 리버 오크스 인터내셔널, 미국 (1)   | 클레이   | $175,000   | 에디 디브스          | 6-1, 6-3                 |
| 2.  | 1980 | 캐나다 마스터스, 캐나다(1)         | 하드     | $175,000   | 비외른 보리          | 4-6, 5-4, 기권           |
| 3.  | 1980 | SEAT 오픈, 스페인 (1)              | 클레이   | $175,000   | 기예르모 빌라스      | 6-4, 5-7, 6-4, 4-6, 6-1  |
| 4.  | 1980 | 다비도프 스위스 인도어, 스위스 (1) | 하드 (I) | $75,000    | [[비외른 보리        | 6-3, 6-2, 5-7, 0-6, 6-4  |
| 5.  | 1980 | 재팬 오픈, 일본                    | 클레이   | $125,000   | 앨리엇 텔슈허        | 3-6, 6-4, 6-0            |
| 6.  | 1980 | 홍콩 오픈                          | 하드     | $75,000    | 브라이언 티처        | 5-7, 7-6, 6-3            |
| 7.  | 1980 | 타이페이 대회, 중화민국            | 카펫     | $75,000    | 브라이언 티처        | 6-7, 6-3, 6-3, 7-6       |
| 8.  | 1981 | 슈투트가르트 인도어, 독일          | 하드 (I) | $75,000    | 크리스 루이스        | 6-3, 6-0, 6-7, 6-3       |
| 9.  | 1981 | 앨란 킹 테니스 클래식, 미국        | 하드     | $300,000   | 해럴드 솔로몬        | 6-4, 6-2                 |
| 10. | 1981 | 캐나다 마스터스, 캐나다 (2)        | 하드     | $200,000   | 앨리엇 텔슈허        | 6-3, 6-2                 |
| 11. | 1981 | 마드리드 마스터스, 스페인          | 클레이   | $75,000    | 파블로 아라야        | 6-3, 6-2, 6-2            |
| 12. | 1981 | SEAT 오픈, 스페인 (2)              | 클레이   | $175,000   | 기예르모 빌라스      | 6-0, 6-3, 6-0            |
| 13. | 1981 | 다비도프 스위스 인도어, 스위스 (2) | 하드 (I) | $75,000    | 호세 루이스 클레르치 | 6-2, 6-3, 6-0            |
| 14. | 1981 | BA-CA 테니스 트로피, 오스트리아    | 하드 (I) | $125,000   | 브라이언 가트프리드  | 1-6, 6-0, 6-1, 6-2       |
| 15. | 1981 | Cologne Grand Prix, 독일           | 하드 (I) | $75,000    | 샌디 메이어          | 6-3, 6-3                 |
| 16. | 1981 | 부에노스 아이레스 대회, 아르헨티나 | 클레이   | $175,000   | 기예르모 빌라스      | 6-2, 6-2                 |
| 17. | 1981 | 마스터스 컵, 뉴욕 (1)              | 카펫     | $400,000   | 비터스 제럴라이티스  | 6-7, 2-6, 7-6, 6-2, 6-4  |
| 18. | 1982 | 델레이 비치 WCT, 미국              | 클레이   | $300,000   | 피터 맥나마라        | 6-4, 4-6, 6-4, 7-5       |
| 19. | 1982 | 제노바 WCT, 이탈리아               | 카펫     | $300,000   | 비터스 제럴라이티스  | 6-7, 6-4, 6-4, 6-3       |
| 20. | 1982 | 뮌헨 대회-2 WCT, 독일              | 카펫     | $300,000   | 토마스 슈미트        | 3-6, 6-3, 6-1, 6-2       |
| 21. | 1982 | Strasbourg WCT, 프랑스             | 카펫     | $300,000   | 팀 메이어트          | 6-0, 7-5, 6-1            |
| 22. | 1982 | 프랑크푸르트 대회, 독일            | 카펫     | $250,000   | 피터 맥나마라        | 6-2, 6-2                 |
| 23. | 1982 | 휴스턴 WCT, 미국 (2)               | 클레이   | $300,000   | 호세 루이스 클레르치 | 3-6, 7-6, 6-0, 1-4, 기권 |
| 24. | 1982 | 달라스 WCT 파이널, 미국 (1)        | 카펫     | $300,000   | 존 매켄로            | 6-2, 3-6, 6-3, 6-3       |
| 25. | 1982 | 포레스트 힐즈 WCT, 미국 (1)        | 클레이   | $300,000   | 에디 디브스          | 6-1, 6-1                 |
| 26. | 1982 | 워싱턴 D.C., 미국 (1)              | 클레이   | $200,000   | 지미 애리어스        | 6-3, 6-3                 |
| 27. | 1982 | 노스 콘웨이, 미국 (1)              | 클레이   | $200,000   | 호세 히구에라스      | 6-3, 6-2                 |
| 28. | 1982 | 신시네티, 미국                     | 하드     | $300,000   | 스티브 덴턴          | 6-2, 7-6                 |
| 29. | 1982 | 로스 앤젤레스-2 WCT, 미국          | 카펫     | $300,000   | 케빈 커런            | 7-6, 7-5, 6-1            |
| 30. | 1982 | 네이플즈 WCT 파이널, 이탈리아      | 카펫     | $250,000   | 보이치에흐 피바크    | 6-4, 6-2, 6-1            |
| 31. | 1982 | 하트포드 WCT, 미국                 | 카펫     | $300,000   | 빌 스캔런            | 6-2, 6-4, 7-5            |
| 32. | 1982 | 볼보 마스터즈, 뉴욕 (2)            | 카펫     | $400,000   | 존 매켄로            | 6-4, 6-4, 6-2            |
| 33. | 1983 | 디트로이트 WCT, 미국               | 카펫     | $250,000   | 기예르모 빌라스      | 7-5, 6-2, 2-6, 6-4       |
| 34. | 1983 | 밀라노 대회, 이탈리아 (1)          | 카펫     | $350,000   | 케빈 커런            | 5-7, 6-3, 7-6            |
| 35. | 1983 | 휴스턴 WCT, 미국 (3)               | 클레이   | $300,000   | 폴 맥나미            | 6-2, 6-0, 6-3            |
| 36. | 1983 | 힐튼 헤드 WCT, 미국                | 클레이   | $250,000   | 기예르모 빌라스      | 6-2, 6-1, 6-0            |
| 37. | 1983 | 캐나다 마스터스, 캐나다 (3)        | 하드     | $300,000   | 안데르스 야뤼드      | 6-2, 6-2                 |
| 38. | 1983 | 샌 프란시스코, 미국                | 카펫     | $200,000   | 존 매켄로            | 3-6, 7-6, 6-4            |
| 39. | 1983 | 도쿄 인도어, 일본 (1)              | 카펫     | $300,000   | 스콧 데이비스        | 3-6, 6-3, 6-4            |
| 40. | 1984 | 룩셈부르크 대회                    | 카펫     | $200,000   | 토마스 슈미트        | 6-4, 6-4                 |
| 41. | 1984 | 프랑스 오픈, 파리 (1)              | 클레이   | $875,000   | 존 매켄로            | 3-6, 2-6, 6-4, 7-5, 7-5  |
| 42. | 1984 | 웸블리, 영국 (1)                   | 카펫     | $250,000   | 안드레스 고메스      | 7-6, 6-2, 6-1            |
| 43. | 1985 | 포트 마이어즈, 미국 (1)            | 하드     | $250,000   | 지미 코너스          | 6-3, 6-2                 |
| 44. | 1985 | 몬테 카를로 마스터스, 모나코 (1)   | 클레이   | $405,000   | 매츠 빌랜더          | 6-1, 6-3, 4-6, 6-4       |
| 45. | 1985 | 달라스 WCT 파이널, 미국 (2)        | 카펫     | $500,000   | 팀 메이어트          | 7-6, 6-4, 6-1            |
| 46. | 1985 | 포레스트 힐즈, 미국 (2)            | 클레이   | $500,000   | 존 매켄로            | 6-3, 6-3                 |
| 47. | 1985 | 인디애나폴리스, 미국               | 클레이   | $300,000   | 안드레스 고메스      | 6-1, 6-3                 |
| 48. | 1985 | US 오픈, 뉴욕 (1)                  | 하드     | $1,250,000 | 존 매켄로            | 7-6, 6-3, 6-4            |
| 49. | 1985 | 슈투트가르트 아웃도어, 독일        | 클레이   | $100,000   | 브래드 길버트        | 6-4, 6-0                 |
| 50. | 1985 | 시드니 인도어, 호주 (1)            | 하드 (I) | $225,000   | 앙리 르콩트          | 6-4, 6-4, 7-6            |
| 51. | 1985 | 도쿄 인도어, 일본 (2)              | 카펫     | $300,000   | 매츠 빌랜더          | 6-0, 6-4                 |
| 52. | 1985 | 웸블리, 영국 (2)                   | 카펫     | $300,000   | 보리스 베커          | 6-7, 6-3, 4-6, 6-4, 6-4  |
| 53. | 1985 | 나비스코 마스터즈, 뉴욕 (3)        | 카펫     | $500,000   | 보리스 베커          | 6-2, 7-6, 6-3            |
| 54. | 1986 | 필라델피아, 미국 (1)               | 카펫     | $375,000   | 팀 메이어트          | walkover                 |
| 55. | 1986 | 보카 웨스트, 미국 (1)              | 하드     | $750,000   | 매츠 빌랜더          | 3-6, 6-1, 7-6, 6-4       |
| 56. | 1986 | 밀라노 대회, 이탈리아 (2)          | 카펫     | $300,000   | 요아킴 뉘스트룀      | 6-2, 6-2, 6-4            |
| 57. | 1986 | 포트 마이어즈, 미국 (2)            | 하드     | $250,000   | 지미 코너스          | 6-2, 6-0                 |
| 58. | 1986 | 로마 마스터스, 이탈리아 (1)        | 클레이   | $350,000   | 에밀리오 산체스      | 7-5, 4-6, 6-1, 6-1       |
| 59. | 1986 | 프랑스 오픈, 파리 (2)              | 클레이   | $1,125,000 | 미카엘 페른포르스    | 6-3, 6-2, 6-4            |
| 60. | 1986 | 스트래턴 마운틴 대회, 미국 (2)     | 하드     | $250,000   | 보리스 베커          | 6-4, 7-6                 |
| 61. | 1986 | US 오픈, 뉴욕 (2)                  | 하드     | $1,400,000 | 밀로슬라프 메르치르  | 6-4, 6-2, 6-0            |
| 62. | 1986 | 나비스코 마스터즈, 뉴욕 (4)        | 카펫     | $500,000   | 보리스 베커          | 6-4, 6-4, 6-4            |
| 63. | 1987 | 함부르크, 독일 (1)                 | 클레이   | $300,000   | 밀로슬라브 메시르    | 6-1, 6-3, 6-3            |
| 64. | 1987 | 프랑스 오픈, 파리 (3)              | 클레이   | $1,325,000 | 매츠 빌랜더          | 7-5, 6-2, 3-6, 7-6       |
| 65. | 1987 | 랙 메이슨 테니스 클래식, 미국 (2)  | 하드     | $232,000   | 브래드 길버트        | 6-1, 6-0                 |
| 66. | 1987 | 캐나다 마스터스, 캐나다 (4)        | 하드     | $300,000   | 스테판 에드베리      | 6-4, 7-6                 |
| 67. | 1987 | US 오픈, 뉴욕 (3)                  | 하드     | $1,670,000 | 매츠 빌랜더          | 6-7, 6-0, 7-6, 6-4       |
| 68. | 1987 | 시드니 인도어, 호주 (2)            | 하드 (I) | $275,000   | 팻 캐시              | 6-4, 6-2, 6-4            |
| 69. | 1987 | 웸블리 챔피언십, 영국 (3)          | 카펫     | $375,000   | 안데르스 야뤼드      | 6-3, 6-2, 7-5            |
| 70. | 1987 | 나비스코 마스터즈, 뉴욕 (5)        | 카펫     | $500,000   | 매츠 빌랜더          | 6-2, 6-2, 6-3            |
| 71. | 1988 | 몬테 카를로 마스터스, 모나코 (2)   | 클레이   | $492,500   | 마르틴 하이트        | 5-7, 6-4, 7-5, 6-3       |
| 72. | 1988 | 로마 마스터스, 이탈리아 (2)        | 클레이   | $595,000   | 기예르모 페레스롤단  | 2-6, 6-4, 6-2, 4-6, 6-4  |
| 73. | 1988 | 캐나다 마스터스, 캐나다 (5)        | 하드     | $410,000   | 케빈 커런            | 7-6, 6-2                 |
| 74. | 1989 | 호주 오픈, 멜버른 (1)              | 하드     | $933,000   | 밀로슬라브 메시르    | 6-2, 6-2, 6-2            |
| 75. | 1989 | 테니스 채널 오픈, 미국             | 하드     | $297,500   | 스테판 에드베리      | 6-2, 6-3                 |
| 76. | 1989 | 마이애미 마스터스, 미국 (2)        | 하드     | $745,000   | 토마스 무스터        | walkover                 |
| 77. | 1989 | 포레스트 힐즈 WCT, 미국 (3)        | 클레이   | $485,000   | Jaime Yzaga          | 6-2, 6-1                 |
| 78. | 1989 | 함부르크 마스터스, 독일 (2)        | 클레이   | $500,000   | 호르스트 슈코프      | 6-4, 6-1, 6-3            |
| 79. | 1989 | 퀸즈 클럽 챔피언십, 영국 (1)       | 잔디     | $350,000   | 크리스토 반 렌스버그 | 4-6, 6-3, 6-4            |
| 80. | 1989 | 캐나다 마스터스, 캐나다 (6)        | 하드     | $550,000   | 존 매켄로            | 6-1, 6-3                 |
| 81. | 1989 | 보르도, 프랑스                     | 클레이   | $225,000   | 에밀리오 산체스      | 6-2, 6-2                 |
| 82. | 1989 | 시드니 인도어, 호주 (3)            | 하드 (I) | $375,000   | Lars-Anders Wahlgren | 6-2, 6-2, 6-1            |
| 83. | 1989 | 스톡홀름 오픈, 스웨덴              | 카펫     | $832,500   | 망누스 구스타프손    | 7-5, 6-0, 6-3            |
| 84. | 1990 | 호주 오픈, 멜버른 (2)              | 하드     | $1,462,000 | 스테판 에드베리      | 4-6, 7-6, 5-2, 기권      |
| 85. | 1990 | 밀라노 대회, 이탈리아 (3)          | 카펫     | $540,000   | 팀 메이어트          | 6-3, 6-2                 |
| 86. | 1990 | 토론토 인도어, 캐나다              | 카펫     | $1,005,000 | 팀 메이어트          | 6-3, 6-0                 |
| 87. | 1990 | 퀸즈 클럽 챔피언십, 영국 (2)       | 잔디     | $450,000   | 보리스 베커          | 6-3, 6-2                 |
| 88. | 1990 | 도쿄 인도어, 일본 (3)              | 카펫     | $750,000   | 보리스 베커          | 4-6, 6-3, 7-6            |
| 89. | 1991 | U.S. 프로 인도어, 미국 (2)         | 카펫     | $825,000   | 피트 샘프러스        | 5-7, 6-4, 6-4, 3-6, 6-3  |
| 90. | 1991 | 멤피스 대회, 미국                  | 하드 (I) | $600,000   | 미카엘 슈티히        | 7-5, 6-3                 |
| 91. | 1991 | 롱 아일랜드 대회, 미국             | 하드     | $225,000   | 스테판 에드베리      | 6-3, 6-2                 |
| 92. | 1992 | 도쿄 인도어, 일본 (4)              | 카펫     | $825,000   | 헨리크 홀름          | 7-6, 6-4                 |
| 93. | 1993 | BMW 오픈, 독일                     | 클레이   | $275,000   | 미카엘 슈티히        | 7-6, 6-3                 |
| 94. | 1993 | 도쿄 인도어, 일본 (5)              | 카펫     | $875,000   | 토드 마틴            | 6-4, 6-4                 |

### 단식 준우승 (52)
- * - 착오에 의해 ATP 웹사이트에 등재되지 않음 – 결승 경기가 열리지 않은 채 두 선수가 모두 준우승으로처리되었음 received runner-up prize

| No. | 연도 | 대회                               | 코트재질 | 상금       | 결승 상대            | 결승 스코어                         |
| 1.  | 1979 | 브뤼셀, 벨기에                     | 클레이   | $50,000    | 발라즈 타로치        | 6-1, 1-6, 6-3                       |
| 2.  | 1980 | 워싱턴-2, 미국                     | 카펫     | $125,000   | 빅터 아마야          | 6-7, 6-4, 7-4                       |
| 3.  | 1980 | Kitzbuhel, 오스트리아              | 클레이   | $75,000    | 기예르모 빌라스      | 6-3, 6-2, 6-2                       |
| 4.  | 1980 | 볼보 마스터즈, 뉴욕                | 카펫     |            | 비욘 보그            | 6-4, 6-2, 6-2                       |
| 5.  | 1981 | en:Richmond WCT, 미국              | 카펫     | $175,000   | 야니크 노아          | 6-1, 3-1, 기권                      |
| 6.  | 1981 | 라 퀸타, 미국                      | 하드     | $175,000   | 지미 코너스          | 6-3, 7-6                            |
| 7.  | 1981 | 프랑스 오픈, 파리                  | 클레이   | $450,000   | 비욘 보그            | 6-1, 4-6, 6-2, 3-6, 6-1             |
| 8.  | 1981 | 슈투트가르트 아웃도어, 독일        | 클레이   | $75,000    | 비욘 보그            | 1-6, 7-6, 6-2, 6-4                  |
| 9.  | 1981 | 인디애나폴리스, 미국               | 클레이   | $175,000   | 호세 루이스 클레르치 | 4-6, 6-4, 6-2                       |
| 10. | 1982 | La Quinta, 미국                    | 하드     | $200,000   | 야니크 노아          | 6-3, 2-6, 7-5                       |
| 11. | 1982 | 몬테 카를로, Monaco                | 클레이   | $300,000   | 기예르모 빌라스      | 6-1, 7-6, 6-3                       |
| 12. | 1982 | 마드리드, 스페인                   | 클레이   | $200,000   | 기예르모 빌라스      | 6-7, 4-6, 6-0, 6-3, 6-3             |
| 13. | 1982 | 토론토, 캐나다                     | 하드     | $300,000   | 비터스 제럴라이티스  | 4-6, 6-1, 6-3                       |
| 14. | 1982 | US 오픈, 뉴욕                      | 하드     | $600,000   | 지미 코너스          | 6-3, 6-2, 4-6, 6-4                  |
| 15. | 1983 | 필라델피아, 미국                   | 카펫     | $250,000   | 존 매켄로            | 4-6, 7-6, 6-4, 6-3                  |
| 16. | 1983 | 브뤼셀 인도어, 벨기에              | 카펫     | $250,000   | 피터 맥나마라        | 6-4, 4-6, 7-6                       |
| 17. | 1983 | 달라스 WCT 파이널, 미국            | 카펫     | $300,000   | 존 매켄로            | 6-2, 4-6, 6-3, 6-7, 7-6             |
| 18. | 1983 | US 오픈, 뉴욕                      | 하드     | $797,000   | 지미 코너스          | 6-3, 6-7, 7-5, 6-0                  |
| 19. | 1983 | 호주 오픈, 멜버른                  | 잔디     | $500,000   | 매츠 빌랜더          | 6-1, 6-4, 6-4                       |
| 20. | 1983 | 볼보 마스터즈, 뉴욕                | 카펫     |            | 존 매켄로            | 6-3, 6-4, 6-4                       |
| 21. | 1984 | 필라델피아, 미국                   | 카펫     | $300,000   | 존 매켄로            | 6-3, 3-6, 6-3, 7-6                  |
| 22. | 1984 | 브뤼셀 인도어, 벨기에              | 카펫     | $250,000   | 존 매켄로            | 6-1, 6-3                            |
| 23. | 1984 | *로테르담, 네덜란드                | 카펫     | $250,000   | 지미 코너스          | 0-6, 0-1 경기 취소 (폭탄 테러 위협) |
| 24. | 1984 | 포레스트 힐즈 WCT, 미국            | 클레이   | 300,000    | 존 매켄로            | 6-4, 6-2                            |
| 25. | 1984 | US 오픈, 뉴욕                      | 하드     | $1,066,676 | 존 매켄로            | 6-4, 4-6, 7-5, 4-6, 6-3             |
| 26. | 1984 | 시드니 인도어, 호주                | 하드 (I) | $225,000   | 안데르스 야뤼드      | 6-3, 6-2, 6-4                       |
| 27. | 1984 | 도쿄 인도어, 일본                  | 카펫     | $300,000   | 지미 코너스          | 6-4, 3-6, 6-0                       |
| 28. | 1984 | 볼보 마스터즈, 뉴욕                | 카펫     |            | 존 매켄로            | 7-5, 6-0, 6-4                       |
| 29. | 1985 | 프랑스 오픈, 파리                  | 클레이   | $975,000   | 매츠 빌랜더          | 3-6, 6-4, 6-2, 6-2                  |
| 30. | 1985 | 스트래튼 마운틴, 미국              | 하드     | $250,000   | 존 매켄로            | 7-6, 6-2                            |
| 31. | 1985 | 몬트리올, 캐나다                   | 하드     | $300,000   | 존 매켄로            | 7-5, 6-3                            |
| 32. | 1986 | 시카고, 미국                       | 카펫     | $250,000   | 보리스 베커          | 7-6, 6-3                            |
| 33. | 1986 | 윔블던, 런던                       | 잔디     | $1,306,690 | 보리스 베커          | 6-4, 6-3, 7-5                       |
| 34. | 1986 | 시드니 인도어, 호주                | 하드 (I) | $275,000   | 보리스 베커          | 3-6, 7-6, 6-2, 6-0                  |
| 35. | 1987 | 마이애미, 미국                     | 하드     | $750,000   | 밀로슬라브 메시르    | 7-5, 6-2, 7-5                       |
| 36. | 1987 | [[윔블던 테니스 대회\|윔블던, 런던 | 잔디     | $1,467,542 | 팻 캐시              | 7-6, 6-2, 7-5                       |
| 37. | 1987 | *스트래튼 마운틴, 미국             | 하드     | $250,000   | 존 매켄로            | 7-6 1-4 기상악화로 경기 취소        |
| 38. | 1987 | 도쿄 인도어, 일본                  | 카펫     | $300,000   | 스테판 에드베리      | 6-7, 6-4, 6-4                       |
| 39. | 1988 | US 오픈, 뉴욕                      | 하드     | $1,683,333 | 매츠 빌랜더          | 6-4, 3-6, 6-3, 5-7, 6-4             |
| 40. | 1988 | 나비스코 마스터즈, 뉴욕            | 카펫     |            | 보리스 베커          | 5-7, 7-6, 3-6, 6-2, 7-6             |
| 41. | 1989 | 도쿄 아웃도어, 일본                | 하드     | $425,000   | 스테판 에드베리      | 6-3, 2-6, 6-4                       |
| 42. | 1989 | US 오픈, 뉴욕                      | 하드     | $2,000,000 | 보리스 베커          | 7-6, 1-6, 6-3, 7-6                  |
| 43. | 1990 | 슈투트가르트 인도어, 독일          | 카펫     | $825,000   | 보리스 베커          | 6-2, 6-2                            |
| 44. | 1991 | 호주 오픈, 멜버른                  | 하드     | $2,023,760 | 보리스 베커          | 1-6, 6-4, 6-4, 6-4                  |
| 45. | 1991 | 로테르담, 네덜란드                 | 카펫     | $450,000   | 오마 캄포레스        | 3-6, 7-6, 7-6                       |
| 46. | 1991 | 도쿄 아웃도어, 일본                | 하드     | $825,000   | 스테판 에드베리      | 6-1, 7-5, 6-0                       |
| 47. | 1992 | 토론토, 캐나다                     | 하드     | $930,000   | 안드레 애거시        | 3-6, 6-2, 6-0                       |
| 48. | 1992 | 신시네티, 미국                     | 하드     | $1,125,000 | 피트 샘프러스        | 6-3, 3-6, 6-3                       |
| 49. | 1992 | 롱 아일랜드, 미국                  | 하드     | $235,000   | 피터 코르다          | 6-2, 6-2                            |
| 50. | 1993 | 필라델피아, 미국                   | 카펫     | $575,000   | 마크 우드퍼드        | 5-4, 기권                           |
| 51. | 1993 | 니스, 프랑스                       | 클레이   | $275,000   | 마크-케빈 괼너       | 1-6, 6-4, 6-2                       |
| 52. | 1994 | 시드니 아웃도어, 호주              | 하드     | $288,750   | 피트 샘프러스        | 7-6, 6-4                            |

## 기타 대회(비ATP, 초청 및 특별 경기) 단식 결승 기록 (59)
다음은 ATP 웹사이트 통계 자료에 포함되지 않은 대회의 결승 기록이다. 여기에는 특별/초청/시범 경기 등이 포함된다.

### 기타 대회 단식 우승 – 8강 이상 대회 (37)
| 연도 | 날짜               | 대회명                                               | 코트재질             | 결승 상대           | 결승 결과           | 우승 상금 |
| ---- | ------------------ | ---------------------------------------------------- | -------------------- | ------------------- | ------------------- | --------- |
| 1980 | 9월 10-14일        | 상파울루                                             | 클레이               | 진 메이어           | 6-3 7-5             |           |
| 1980 | 2월 25-27일        | 제노바 - Bitti Bergamo Memorial                      | 카펫                 | 요한 크리크         | 6-2 6-2             |           |
| 1981 | 8월 26-30일        | 화이트플레인스 - AMF 헤드 컵                         | 하드                 | 일리에 너스타세     | w.o.                | $50,000   |
| 1981 | 11월 23-29일       | 밀라노 - Master Brooklyn                             | 카펫                 | 존 매켄로           | 6-4 2-6 6-4         | $85,000   |
| 1982 | 2월 4-7일          | 토론토 - Molson Light Challenge                      | 카펫                 | 존 매켄로           | 7-5 3-6 7-6 7-5     |           |
| 1982 | 10월 19-24일       | 멜버른 - Mazda Super Challenge                       | 카펫                 | 비터스 제럴라이티스 | 6-2 6-2 7-5         | $100,000  |
| 1982 | 11월 30일-12월 5일 | 앤트워프 - 유럽 챔피언 챔피언십                      | 카펫                 | 존 매켄로           | 3-6 7-6 6-3 6-3     |           |
| 1983 | 1월 10-16일        | 로즈몬트 - 라이트 챌린지 오브 챔피언스               | 카펫                 | 지미 코너스         | 4-6 6-4 7-5 6-4     | $100,000  |
| 1984 | 1월 30일-2월 5일   | 토론토 - Molson Light Challenge                      | 카펫                 | 야니크 노아         | 6-0 6-2 6-4         | $100,000  |
| 1984 | 8월 20-26일        | 제리코 - 햄릿 챌린지 컵                              | 하드                 | 안드레스 고메스     | 6-2 6-4             |           |
| 1984 | 11월 12-18일       | 앤트워프 - 유럽 챔피언 챔피언십                      | 카펫                 | 앤더스 재리드       | 6-2 6-1 6-2         |           |
| 1985 | 8월 19-25일        | 제리코 - 익스큐톤 햄릿 첼린지 컵                     | 하드                 | 지미 코너스         | 6-1 6-3             |           |
| 1985 | 10월 28일-11월 3일 | 앤트워프 - 유럽 공동체 챔피언십                      | 카펫                 | 존 매켄로           | 1-6 7-6 6-2 6-2     | $200,000* |
| 1986 | 1월 6-12일         | 애틀랜타 - AT&T 챌린지 오브 챔피언스                 | 카펫                 | 지미 코너스         | 6-2 6-3             | $150,000  |
| 1986 | 4월 28일-5월 4일   | 에더                                                 | 클레이               | 스테판 에드베리     | 7-6 6-3             |           |
| 1986 | 8월 19-24일        | 제리코 - Norstar Bank Hamlet Challenge Cup           | 하드                 | 존 매켄로           | 6-2 6-4             |           |
| 1987 | 5월 7-10일         | 에이드                                               | 클레이               | Paolo Cane          | 7-6 6-3             |           |
| 1987 | 7월 22-26일        | 스토 - Head Classic                                  | 하드                 | 지미 아리아스       | 6-3 6-3             |           |
| 1987 | 10월 27일-11월 1일 | 앤트워프 - 유럽 공동체 챔피언십                      | 카펫                 | 밀로슬라프 메치르시 | 5-7 6-1 6-4 6-3     | $250,000  |
| 1988 | 1월 7-10일         | 골드 코스트                                          | 하드                 | 월리 마수르         | 6-7 7-6 6-4         |           |
| 1988 | 4월 28일-5월 1일   | 아틀란타 - AT&T 챌린지 오브 챔피언즈                 | 클레이 (Har-Tru)     | 스테판 에드베리     | 2-6 6-1 6-3         | $150,000  |
| 1989 | 12월 28일-1월 1일  | 뉴캐슬                                               | 하드                 | 카를우베 슈테프     | 6-3 7-6             |           |
| 1989 | 2월 6-12일         | 시카고 - 볼보 테니스                                 | 카펫                 | 브래드 길버트       | 6-2 7-6             |           |
| 1989 | 8월 21-27일        | 제리코 - Norstar Bank Hamlet Challenge Cup           | 하드                 | 미카엘 페른포르스   | 4-6 6-2 6-4         |           |
| 1989 | 10월 2-7일         | 슈투트가르트 - 에콰도르 클래식                       | 카펫                 | 밀로슬라프 메치르시 | 6-3 4-6 4-6 6-1 6-4 |           |
| 1989 | 10월 19-22일       | 에센                                                 | 카펫                 | 밀로슬라프 메치르시 | 6-4 6-2             |           |
| 1989 | 10월 23-29일       | 앤트워프 - 유럽 공동체 챔피언십                      | 카펫                 | 밀로슬라프 메치르시 | 6-2 6-2 1-6 6-4     | $250,000  |
| 1990 | 6월 4-10일         | Beckenham                                            | 잔디                 | 대런 케이힐         | 6-3 7-5             |           |
| 1990 | 8월 20-26일        | 포리스트힐스, New York - WCT Tournament of Champions | 하드                 | 아론 크릭스타인     | 6-4 6-7 6-3         | $100,000  |
| 1990 | 10월 17-21일       | 홍콩 - 말보로 챔피언십                               | 카펫                 | 마이클 창           | 1-6 6-2 6-1 6-2     | $200,000  |
| 1991 | 1월 2-6일          | 살라만다 베이                                        | 하드 카를우베 슈테프 | 6-4 6-2             |                     |           |
| 1991 | 6월 3-9일          | 베컨햄                                               | 잔디                 | 팻 캐시             | 3-6 7-6 7-6         |           |
| 1991 | 10월 16-20일       | 홍콩 - 말보로 챔피언십                               | 카펫                 | 데이비드 휘턴       | 6-3 7-5 6-1         | $200,000  |
| 1992 | 7월 27일-8월 2일   | 보스턴 - U.S. 프로 챔피언십                          | 하드                 | 리치 르네버그       | 6-3 6-3             |           |
| 1992 | 10월 19-25일       | 홍콩 - 말보로 챔피언십                               | 카펫                 | 마이클 창           | 6-3 4-6 6-4 6-4     | $200,000  |
| 1993 | 7월 13-18일        | 보스턴 - U.S. 프로 팸피언십                          | 하드                 | 토드 마틴           | 5-7 6-3 7-6         |           |
| 1994 | 7월 12-17일        | 보스턴 - U.S. 프로 챔피언십                          | 하드                 | 말리바이 워싱턴     | 7-5 7-6             |           |

### 기타 대회 단식 우승 - 8강 미만 대회 (13)
다음은 렌들의 시범 경기 우승 기록이다.(대개 4명의 드로)
| 연도 | 날짜         | 대회명                                                     | 코트 재질 | 결승 상대         | 결승 결과              | 우승 상금 |
| ---- | ------------ | ---------------------------------------------------------- | --------- | ----------------- | ---------------------- | --------- |
| 1981 | 11월 4-5일   | 캘커타                                                     | 하드      | 존 알렉산더       | 6-4 6-2                |           |
| 1981 | 11월 7-8일   | 자카르타                                                   | 하드      | 보이치에흐 피바크 | 6-1 7-6 9-7            |           |
| 1984 | 2월          | 산후안 Governor's Cup (Porto Rico)                         | ?         | 진 메이어         | 6-3 6-2                |           |
| 1984 | 4월 7-8일    | 도쿄 - 산토리 컵                                           | 카펫      | 존 매켄로         | 6-4 3-6 6-2            | $110,000  |
| 1985 | 4월 20-21일  | Tokyo - Suntory Cup                                        | 카펫      | 존 매켄로         | 6-4 6-2                | $110,000  |
| 1985 | 10월 8-9일   | 이스트러더퍼드 - Tennis Members Only Meadowlands Challenge | 하드      | 존 매켄로         | 7-5 6-3                |           |
| 1987 | 5월 5-6일    | 바르셀로나                                                 | 클레이    | 존 매켄로         | 6-2 3-6 6-2            |           |
| 1987 | 11월 25-29일 | 웨스트 팜 비치 - The Stakes Matches                        | 하드      | 팻 캐시           | 11-21 21-18 21-7 22-20 | $583,200  |
| 1989 | 5월 27-28일  | 마르세유                                                   | 클레이    | 앤드리 애거시     | 6-3 6-3                |           |
| 1989 | 10월 24-25일 | 볼로냐                                                     | 카펫      | 존 매켄로         | 6-4 7-5                |           |
| 1990 | 11월 10-11일 | 로마                                                       | 카펫      | 스테판 에드베리   | 5-7 7-6 7-6            |           |
| 1990 | 12월 3-5일   | 볼차노 - 6인 시범경기                                      | 카펫      | 고란 이바니셰비치 | 6-2 7-6                |           |
| 1990 | 12월 8-9일   | 취리히                                                     | 카펫      | 피트 샘프러스     | 3-6 7-6 6-4            |           |

### 기타 대회 단식 준우승 – 8강 이상 대회 (3)
| 연도 | 날짜         | 대회명                                                   | 코트 재질 | 결승 상대     | 결승 결과   |
| ---- | ------------ | -------------------------------------------------------- | --------- | ------------- | ----------- |
| 1983 | 12월 13-20일 | 노스 마이애미 비치 - $305,000 나탸샤-햄프턴 인비테이셔널 | 하드      | 지미 코너스   | 3-6 6-7 1-6 |
| 1984 | 11월 22-25일 | 캔버라 - 리오 테니스 챌린지                              | 카펫      | 매츠 빌랜더   | 5-7 6-7     |
| 1994 | 5월 20-22일  | Rouen                                                    | 클레이    | Jacco Eltingh | 2-6 7-5 2-6 |

### 기타 대회 단식 준우승 – 8강 미만 대회 (6)
다음은 렌들의 시범 대회(exhibition tournament) 준우승 기록이다.(대개 4명의 드로임)
| 연도 | 날짜        | 대회명                               | 코트 재질 | 결승 상대     | 결승 결과   | 준우승 상금 |
| ---- | ----------- | ------------------------------------ | --------- | ------------- | ----------- | ----------- |
| 1981 | 4월 7-8일   | 로마                                 | 카펫      | 존 매켄로     | 6-7 4-6     |             |
| 1982 | 11월 5-7일  | 시드니 - Akai Gold Challenge Matches | 카펫      | 비욘 보그     | 1-6 4-6 2-6 | $100,000    |
| 1983 | 7월 8-10일  | 썬 시티 - 라운드 로빈 보푸타츠와나   | 하드      | 지미 코너스   | 5-7 6-7     | $300,000    |
| 1985 | 4월 15-16일 | 잉글우드 - 미쉘린 챌린지             | 카펫      | 존 매켄로     | 4-6 6-7     |             |
| 1988 | 12월 9-11일 | 잉글우드 - 미쉘린 챌린지             | 카펫      | 존 매켄로     | 5-7 2-6     | $60,000     |
| 1989 | 7월 28-30일 | 요코하마 - ANA Cup                   | 하드      | 안드레 애거시 | 6-7 4-6     | $140,000    |

본 정보들에 대한 다른 출처
- 미셸 쉬테르(Michel Sutter), Vainqueurs Winners 1946-2003, 파리, 2003. 쉬테르는 그의 자체적 기준을 만족하는 1946년부터 1991년 가을까지의 모든 대회를 정리하여 목록으로 만들었다. 각각의 대회마다 개최 도시, 결승전 날짜, 우승자, 준우승자 및 결승전 스코어를 기록하였다. 대회의 포함 기준은 다음과 같다: (1) 드로는 최소한 8명 이상이어야 함. (단, 1970년대 후반의 펩시 그랜드 슬램 대회 등을 비롯한 일부 대회는 예외); (2) 대회의 레벨은 오늘날의 챌린저 대회급 이상이어야 함. 기록 오픈 시대 이전의 몇몇 대회가 누락되기는 하였으나, 쉬테르의 책은 제2차 세계 대전 이래 가장 완벽한 테니스 대회 정보의 집대성이라 할 만하다. 이후 쉬테르는 1946년부터 2003년 4월 27일까지의 선수와 대회, 연도 정보만 정리하여 이 책의 2판을 냈다.
- ITF 테니스 세계 연간, 런던, 1969년에서 2001까지 발행.
- 체코슬로바키아 신문

## 통산 ATP 복식 결승 기록 (16)

### 복식 우승 (6)
- 1979[깨진 링크(과거 내용 찾기)] (1): Berlin (CL) / (w/Kirmayr)
- 1980[깨진 링크(과거 내용 찾기)] (1): Barcelona (CL) / (w/Denton)
- 1984[깨진 링크(과거 내용 찾기)] (1): Wembley (IC) / (w/Gomez)
- 1985[깨진 링크(과거 내용 찾기)] (1): Stuttgart Outdoor (CL) / (w/Smid)
- 1986[깨진 링크(과거 내용 찾기)] (1): Fort Myers (H) / (w/Gomez)
- 1987[깨진 링크(과거 내용 찾기)] (1): Adelaide (G) / (w/Scanlon)

### 복식 준우승 (10)
- 1979[깨진 링크(과거 내용 찾기)] (1): Florence (CL) / (w/Slozil)
- 1980[깨진 링크(과거 내용 찾기)] (2): Indianapolis (CL) / (w/Fibak), Cincinnati (H) / (w/Fibak)
- 1983[깨진 링크(과거 내용 찾기)] (1): San Francisco (IC) / (w/Van Patten)
- 1986[깨진 링크(과거 내용 찾기)] (1): Tokyo Indoor (IC) / (w/Gomez)
- 1988[깨진 링크(과거 내용 찾기)] (1): Monte Carlo (CL) / (w/Leconte)
- 1990[깨진 링크(과거 내용 찾기)] (1): Queen's Club (G) / (w/Leconte)
- 1991[깨진 링크(과거 내용 찾기)] (1): Sydney Indoor (IH) / (w/Edberg)
- 1992[깨진 링크(과거 내용 찾기)] (1): Barcelona (CL) / (w/Novacek)
- 1993[깨진 링크(과거 내용 찾기)] (1): Marseille (IC) / (w/Van Rensburg)

click on the year link expands all Lendl's doubles matches for the respective year listed on ATP website

## 통산 ATP 상금 통계
| 연도 | 상금 랭킹 | 상금       | ITD 상금    |
| ---- | --------- | ---------- | ----------- |
| 1978 | -         | $0         | $0          |
| 1979 | 47.       | $77,401    | $77,401     |
| 1980 | 3.        | $583,906   | $661,307    |
| 1981 | 2.        | $846,037   | $1,507,344  |
| 1982 | 1.        | $2,028,850 | $3,536,194  |
| 1983 | 1.        | $1,747,128 | $5,283,322  |
| 1984 | 2.        | $1,060,196 | $6,343,518  |
| 1985 | 1.        | $1,963,074 | $8,306,592  |
| 1986 | 1.        | $1,987,537 | $10,294,129 |
| 1987 | 1.        | $2,003,656 | $12,297,785 |
| 1988 | 4.        | $983,938   | $13,281,723 |
| 1989 | 1.        | $2,344,367 | $15,626,090 |
| 1990 | 6.        | $1,445,742 | $17,071,832 |
| 1991 | 4.        | $1,888,985 | $18,960,817 |
| 1992 | 11.       | $961,566   | $19,922,383 |
| 1993 | 11.       | $1,075,876 | $20,998,259 |
| 1994 | 71.       | $263,914   | $21,262,173 |

## 같이 보기
- 1989년 프랑스 오픈 4회전에서의 극적인 패배 경기